# エレクトリック・シネマ (ノッティング・ヒル)

エレクトリック・シネマ（The Electric Cinema）はイギリス、ロンドンのノッティング・ヒルにある映画館。イギリスに現存する映画館では最古の部類に属する。イギリス指定建造物において特別に重要な建造物を指すグレード「2*級」に指定されている。

## 歴史

### 建造
ロンドンのエレクトリック・シネマは、建築家ジェラルド・セイモア・バレンティンが設計したエドワード朝バロック様式の建造物である。600席の映画館として1910年2月24日ポートベロー・ロードにオープンした。バーミンガムにある同名のエレクトリック・シネマより約2ヶ月遅れての完成であった。映画館としてだけでなく、電気供給された建造物としてもイギリス最初期のひとつである。1911年2月23日の『ヘンリー8世』が初演となった。トーキーが登場する18年前の完成だったため当初は音響設備がなかった。
1930年代以降の大規模ピクチュア・パレス興隆により存在意義は薄れたが、ごく短期間を除いて今日まで営業を続けている。

### 斜陽
第一次世界大戦のさ中、エレクトリック・シネマは群衆に襲撃されたことがあった。近隣のアランデル・ガーデンズがドイツのツェッペリン飛行船から爆撃を受けたのは、ドイツ帰化人のエレクトリック・シネマ支配人が屋根から飛行船を誘導したためだと信じ込んでの行動であった。
1932年、エレクトリック・シネマ改め「帝国劇場」（Imperial Playhouse）に名称が変わった。地域民は「虫食い穴」というニックネームで呼んだ。この頃ポートベロー・ロードを含むノッティング・ヒル一帯はすっかり寂れていた。
第二次世界大戦中、日夜ドイツ軍による空襲が続くのをよそに毎週4000人程の観客が訪れた。1940年代後半、悪名高き連続殺人鬼ジョン・クリスティ]はエレクトリック・シネマで映写技師として働いていたと噂された。クリスティを描いた映画『10番街の殺人』のタイトルにもなった彼の住居「リリントン・プレイス10番地」はまさに目と鼻の先であった。
1960年代、名称はエレクトリック・シネマ・クラブとなり、主にインディペンデント系の小作品や前衛映画が上映された。1984年、当時のオーナーメインライン映画が廃業と骨董市場への転用を画策したが、オードリー・ヘプバーンやアンソニー・ホプキンスを含む1万以上の反対署名が集まった。その後経営悪化により度々閉鎖と再開を繰り返し、遂に1993年完全に営業を終了した。

### 復興

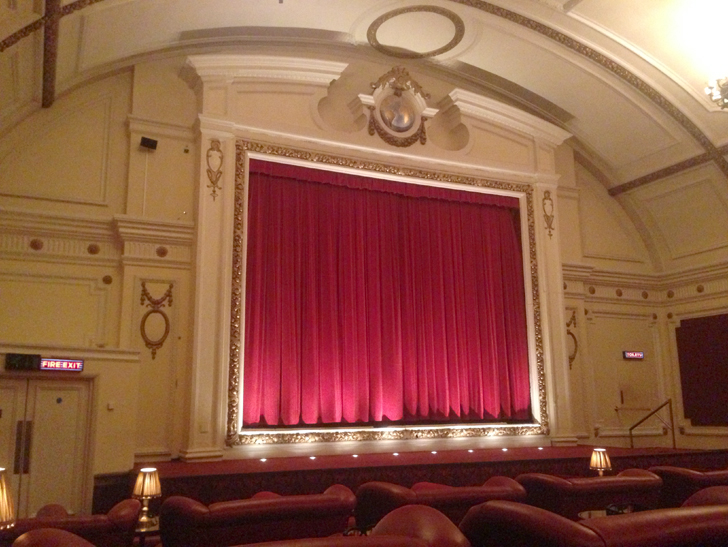
エレクトリック・シネマの内部（2013年5月）

1990年代後半、エレクトリック・シネマを入手した地元の建築会社ヨーロピアン・エステートと建築家ゲブラー・トゥースは4年間再建策を練り、2001年快適なエアコンとトイレを完備しレストランを併設した現代的な映画館として完成させた。
2000年代、現在のオーナーであるモンスーン・アクセサライズ創業者ピーター・サイモンはエレクトリック・シネマをソーホー・ハウスへ貸し出すのに先立ち、500万ポンドを投入してエドワード朝バロックのファサードとインテリアを復元した。2012年6月9日、キッチンからの出火により火災に見舞われ、同年12月3日の再オープンまで閉鎖を余儀なくされた。

## 関連ページ
- ノッティング・ヒル
- エレクトリック・シネマ (バーミンガム)（英語版）